# Crista Cullen
Pour les articles homonymes, voir Cullen.
Crista Cullen (née le 20 août 1985 à Boston (Angleterre)) est une joueuse de hockey sur gazon britannique, membre de l'équipe de Grande-Bretagne de hockey sur gazon féminin. 

## Carrière
Crista Cullen est sixième des Jeux olympiques d'été de 2008 à Pékin et médaillée de bronze aux Jeux olympiques d'été de 2012 à Londres. Elle met un terme à sa carrière internationale en février 2013 mais revient en 2015 avant d'être sacrée championne olympique en 2016 à Rio de Janeiro.